# Franz Wohlfahrt (componist)
Franz Wohlfahrt (Frauenprießnitz, 7 maart 1833 – Leipzig, 14 februari 1884) was een Duitse vioolleraar en componist gevestigd in Leipzig. 

## Biografie
Wohlfahrt werd geboren in Frauenprießnitz en stierf in Leipzig, de stad waar zijn vader Heinrich Wohlfahrt (1797–1883) pianoleraar was. Zijn broer Robert Wohlfart (1826–1905) was ook componist. 
Wohlfart was een leerling van Ferdinand David. Een van zijn bekendste werken is 60 Etudes voor viool, Op. 45, dat vandaag de dag nog steeds wordt gebruikt om viool te leren spelen.